# میسلیو
میسلیو (به چکی: Myslív) یک منطقهٔ مسکونی در جمهوری چک است که در ناحیه کلاتووی واقع شده‌است. میسلیو ۱۵٫۷۴ کیلومتر مربع مساحت و ۴۲۴ نفر جمعیت دارد و ۵۸۳ متر بالاتر از سطح دریا واقع شده‌است.